# Гасан Геракареці
Гасан Геракареці (*Հասան Խաչենցի, д/н — 1182) — останній цар Сюнікського царства з 1166 до 1170 року. Відомий також як Гасан Хаченський та Гасан I Великий.

## Життєпис
Син Вахтанга I, князя Нижнього Хачену, й Кати, доньки Григора II, царя Сюніка. Після смерті батька у 1142 році стає князем Нижнього Хачену, значно його зміцнивши, за що отримав прізвисько «Великий». У 1166 році після смерті діда за материнською лінією стає новим володарем Сюнікського царства. З самого початку вимушений був продовжувати боротьбу з сельджуцькими атабеками Ільдегідами.
1170 року зазнав важкої поразки, внаслідок чого було втрачено важливу фортецю Багаберд, де мусульмани знищили 10 тис. старовинних рукописів, різних реліквій вірменського народу. З огляду на це Гасан I переніс столицю до Гандзасару. Але практично усе Сюнікська держава фактично припинило існування. Втім, Гасан Геракареці до кінця життя титулувався царем Сюніку.
До самої смерті у 1182 року з успіхом захищав Нижній Хачен, де отаборився, зумівши об'єднати більшу частину колишнього Хаченського князівства. Йому спадкував син Вахтанг Тагаворазн.